# Évelette
Évelette (en wallon Evlete) est une section de la commune belge d'Ohey située en Région wallonne dans la province de Namur. C'était une commune à part entière avant la fusion des communes de 1977.

## Géographie

### Hydrographie
Le village est traversé par la Vyle, un ruisseau affluent du Hoyoux.

### Hameaux
Ève, Libois, Tahier, La Bouchaille, Résimont.

## Démographie
- Sources: INS, Rem:1831 jusqu'en 1970=recensements, 1976= nombre d'habitants au 31 décembre

## Patrimoine et culture

### Patrimoine architectural
- Église Saint-Germain. Edifice composé d'une nef du XVIIIe siècle, agrandi en style néo-classique par la construction d'une travée du clocher et de la façade en 1834, du transept au chœur en 1894[1].
- Ferme d'Eve. Datant de la première moitié du XVIIe siècle[1].
- Chapelle Saint-Hubert de Libois. Construite 1772 par Marie Zoude, première femme de Philippe Jamar de Maillen, édifice situé entre la Vyle et le château, réalisé grâce au soins de Marguerite Raymond, deuxième épouse dudit Jamar entre 1772 et 1792[2].
- Ancienne ferme de la Rochette, classée.